# うた世紀ベストテン
『うた世紀ベストテン』（うたせいきベストテン）は、2000年4月17日から同年12月18日までテレビ東京系列局で放送されていたテレビ東京製作の歌謡番組である。放送時間は毎週月曜 19:00 - 19:50 （日本標準時）。

## 概要
前番組『うた!パラダイス』のリニューアル版で、同番組から引き続き竹下景子とモト冬樹が司会を務めていた。番組は毎回ある年の年間レコード売り上げベスト20の中から視聴者が聴きたい曲を調査し、それを当時歌っていた歌手本人に歌わせていた。
レギュラー放送の終了後も、2006年から年に2回のペースで放送の単発番組『名曲ベストヒット歌謡』として続けられている。

## 司会
- 竹下景子
- モト冬樹